# Bargoens
Bargoens is een sociale taalvariatie en een minderheidstaal die in Nederland tot de eerste helft van de twintigste eeuw werd gehanteerd door voornamelijk daklozen, zogenoemde landlopers, rondtrekkende handelaren, (markt)kooplieden, kermisexploitanten en onderwereldfiguren. In de volksmond wordt hierdoor dikwijls gesproken van een dieventaal of geheimtaal. Bargoens begon dan ook als anti-taal. Inmiddels is het Bargoens zo ingeburgerd dat van een 'onverstaanbare taal' nauwelijks nog sprake is.
Overigens is het Bargoens in de technische zin geen volledige taal, aangezien het geen eigen klank- en vormleer en syntaxis kent. Desondanks wordt het met een hoofdletter geschreven, aangezien het als een eigennaam wordt beschouwd. Veel woorden uit het Jiddisch, Rotwelsh, volkstaal en informele woorden worden ten onrechte als Bargoense woorden bestempeld. De woorden appiekim, bajes, baldoveren, barrel, behoje, beissie, besjollemen, bietsen, bink, bollebof, broger, dalven, dalver, dibberen, ezeltje, foks, gabber, gajes, ganneven, ganneferij, gaperik, gedagis, geeltje, geiling, geilkenen, grandig, gozer, hachelen, heit, hengst, hondje, jatmoos, joet, kaffer, kalf, kalle, kast, kassavie, kassiewijle, kimmel, kin, klapper, koter, kwant, lammetje, majem, majemen, meier, mesjokke, miesmacher, mietnasser, murf, mollen, noppes, oetse, oetsen, olms, peiger, penoze, piek, planjeren, platmaken, platvink, plompen, poedel, poekelen, poet, ponem, pooien, poser, saffie, siene, sjanken, smiksem, sjacheren, sjoechem, sjoof, spie, temeier, toges, tokes, treder, trederik, veem, vin, wijgoochem, zingen en de uitdrukkingen eisjedies gaan, aan de gallemieze liggen, een ezeltje piepen hebben een Bargoense betekenis. Het Bargoens heeft leenwoorden uit het Jiddisch, Rotwelsh en Romanes.

## Varianten
De taal ontstond in de vijftiende eeuw als omgangstaal van de toenmalige Bourgondische huursoldaten waar de naam Bargoens nog naar verwijst. Uit het zestiende-eeuwse Bargoens hebben zich in latere eeuwen twee varianten ontwikkeld: een meer commerciële variant en een meer criminele variant. De een zou een kramertaal genoemd kunnen worden, de ander een dieventaal. Beide varianten hebben op hun beurt weer lokale of regionale varianten. Logischerwijs zijn woorden soms specifiek voor een bepaalde plaats en is daarbij eveneens de regionale uitspraak van invloed geweest.
Als resultaat is er binnen het Bargoens sprake van verschillende varianten. Doordat het Bargoens zich landelijk heeft verspreid, wordt de taal ten onrechte verward met het Amsterdamse dialect. Wel heeft het Amsterdams veel woorden ontleend aan het Bargoens en het Jiddisch.
Op landelijk niveau kunnen we volgens J.G.M. Moormann, die in 1932 op een proefschrift over geheimtalen promoveerde, de volgende varianten worden onderscheiden:
- Groep A: zuidwestelijk Bargoens[6]
- Groep B: zuidoostelijk Bargoens[6]
- Groep C: noordwestelijk Bargoens[7]
- Groep D: noordoostelijk Bargoens[8]

Het Bargoens onderscheidde Moormann in zijn proefschrift van de dieventaal, het jargon, de kramertaal en de lettertaal. Volgens Moormann zijn bargoens en dieventaal dan ook geen synoniemen:
De gelijkstelling van Bargoens met dieventaal onderscheidt niet genoeg.

## Bargoens als huis- en wagentaal
De commerciële variant van het Bargoens, de kramertaal, werd uiteindelijk zelfs een huistaal, vooral in buurten waar veel venters woonden. Hierdoor raakte het Bargoens geleidelijk aan zijn karakter als geheimtaal kwijt.
Hoewel de taal in de twintigste eeuw als groepstaal ophield te bestaan, gebruiken woonwagenbewoners tegenwoordig nog steeds Bargoense woorden, die zij mengen met het Nederlands. Daarnaast zijn er veel Bargoense woorden opgenomen in de Nederlandse taal, zij het veelal nog steeds beperkt tot bepaalde maatschappelijke klassen en subculturen.

## Vergelijkingen met Jiddisch en Hebreeuws
Het Bargoens ontleent veel woorden uit het Jiddisch en het Hebreeuws. Door de invloed van het Nederlands is de uitspraak vaak wel (heel) anders.
| Nederlands  | Bargoens    | Jiddisch   | Hebreeuws   |
| ----------- | ----------- | ---------- | ----------- |
| dief        | gannef      | gannew     | gannaw      |
| doodgaan    | kassiewijle | hasjeweine | hasjivenoe  |
| eten        | hachelen    | achlen     | achal       |
| geluk       | mazzel      | mazzel     | mazzal      |
| gek         | mesjogge    | mesjoege   | mesjoega    |
| gezicht     | porem       | ponem      | panim       |
| goed        | tof         | tof        | tow         |
| hand        | jat         | hant/jat   | jad         |
| huis        | bajes       | hojz/baajs | bajit       |
| kameraad    | gabber      | chawwer    | chaweer     |
| lol         | gein        | chein      | chen        |
| man         | broger      | bocher     | bachoer     |
| moed        | lef         | lew        | leew        |
| mooi        | jofel       | jofe       | jafee       |
| praatje     | smoes       | smoeës     | sjemoea     |
| prostituee  | temeier     | temeie     | temea       |
| rommel      | tinnef      | tinnef     | tinnuf      |
| sterallures | kapsones    | gavsones   | ga'avtanoet |
| vent        | gozer       | chosen     | chattan     |
| volk        | gajes       | gajes      | gajs        |

## Andere voorbeelden
| apehaar     | (slechte) tabak                                                                 |
| appie kim   | in orde                                                                         |
| bekakt      | verwaand, hooghartig, snobistisch                                               |
| bollebof    | baas (Jiddisch)                                                                 |
| bietsen     | zeuren, smeken                                                                  |
| bisnis      | het zakenleven, in het bijzonder prostitutie                                    |
| eisjedies   | overspel, vreemdgaan (Jiddisch)                                                 |
| gozer       | jongeman (Jiddisch)                                                             |
| hufter      | klootzak                                                                        |
| penoze      | onderling vertrouwelijke "collega's", oftewel: de onderwereld (Jiddisch)        |
| opduvelen!  | Iemand die dat zegt bedoelt: Maak dat je wegkomt!                               |
| saffie      | sigaret, vroeger ook sigaar: van de saffiaanlederen bekleding van sigarenkokers |
| smeris      | politieagent (Jiddisch)                                                         |
| toges/tokus | achterwerk, anus (Jiddisch)                                                     |

Ook de bijnamen van de vroegere Nederlandse valuta waren Bargoens:
| spie           | cent                                               |
| hondje, beisje | dubbeltje                                          |
| heitje         | kwartje (Jiddisch)                                 |
| piek, pegel    | gulden (wegens afbeelding van lans op oude munten) |
| lammetje       | daalder                                            |
| knaak          | rijksdaalder                                       |
| joet           | tien gulden (Jiddisch)                             |
| geeltje        | vijfentwintig gulden                               |
| meier          | honderd gulden (Jiddisch)                          |
| (rooie) rug    | duizend gulden                                     |

## Etymologie
Het woord Bargoens is volgens Van Dale waarschijnlijk afkomstig van het Franse baragouin dat zoveel betekent als "onbegrijpelijke taal". De Fransen zouden het woord hebben gebaseerd op het voor hen onverstaanbare "Bara! Gwin!", dat men Bretonse soldaten in herbergen kon horen uitroepen. ("Bara! Gwin!" is Bretons voor "Brood! Wijn!")
Overigens vinden niet alleen Fransen dat onbegrijpelijk taalgebruik klinkt als "barabarabara": de Grieken uit de oudheid noemden vreemde volkeren 'barbaren' (Grieks: barbaroi), een imitatie van de klanken die die volkeren volgens de Grieken voortbrachten; in het Nederlands kennen we het klanknabootsende woord brabbelen en een beproefde theatertruc om geroezemoes na te bootsen is de acteurs voortdurend het woord rabarber te laten herhalen.

## Brussel
Tot rond ongeveer 1900 hadden de Brusselse dieven, landlopers en kramers een specifiek Bargoens, Bergades genoemd. Hun geheimtaal was in essentie een Vlaams-Brussels dialect – zowel in woordvorm, morfologie als syntaxis – doorspekt met woorden die enkel voor ingewijden verstaanbaar waren. Onder de weinige fragmenten die zijn overgeleverd – en waarvan de authenticiteit voor discussie vatbaar is – is dit het langste:
Kneul, maast kiewig! Michels fokt naar de lange doomerik. Flikt d'ander kneule kiewig veur Michels. De poon maast in de keete, in den dieperik bij den treederik, onder nen berterik in nen houten trafalkerik. Bekt en boeist er grandig mee met de kieweriken.
Deze laatste woorden van Rik Mol, gesproken op het schavot aan een anonieme kompaan, zijn in 1852 opgetekend door de griffier. Ze zijn te vertalen als:
Vriend, het ga je goed! Ik vertrek voor de lange slaap. Groet wel de andere vrienden voor mij. Het geld ligt thuis in de kelder, bij de trap onder een steen in een klomp. Eet en drink er gezellig en overvloedig mee met de andere kameraden.
Een aantal woorden zouden uit het Bargoens/Bergades in de Brusselse spreektaal zijn overgegaan: travakken (werken), en antsje (jaartje), en floos (herenpak), ne  bink (kameraad, jongen).